# فرودگاه بین‌المللی باهیاس د هواتولکو
فرودگاه بین‌المللی باهیاس د هواتولکو (به انگلیسی: Bahías de Huatulco International Airport) (به زبان بومی: Aeropuerto Internacional de Huatulco) یک فرودگاه همگانی مسافربری با کد یاتا HUX است که یک باند فرود آسفالت دارد و طول باند آن ۲۷۰۰ متر است. این فرودگاه در کشور مکزیک قرار دارد و در ارتفاع ۱۴۱ متری از سطح دریا واقع شده‌است.

## شرکت‌های هواپیمایی و مقصدهای پروازی

### مسافری
| شرکت‌های هواپیمایی    | مقصدهای پروازی |
| -------------------- | --- |
| Aeromar              | فصلی: مکزیکو سیتی |
| آئرومکزیکو           | فصلی: مکزیکو سیتی |
| آئرومکزیکو کانکت     | مکزیکو سیتی |
| Aerotucán            | سوسوکوتلن |
| Aerovega             | سوسوکوتلن |
| ایر کانادا           | فصلی: پیرسون تورنتو |
| ایر کانادا روژ       | فصلی: کالگری |
| Air Transat          | فصلی: ادمونتون (آغاز از ۱۸ دسامبر ۲۰۱۷)، رجاینا، پیرسون تورنتو                                                                  |
| Interjet             | مکزیکو سیتی |
| Magni                | مکزیکو سیتی، ژنرال ماریانو اسکبیدو                                                                                              |
| Sun Country Airlines | فصلی: مینیاپولیس−سنت پل |
| سان‌وینگ ایرلاینز     | فصلی: کالگری، ادمونتون، رجاینا، ساسکاتون جان گ. دیفنبکر، پیرسون تورنتو، ونکوور، ویکتوریا، وینیپگ جیمز آرمسترانگ ریچاردسون       |
| TAR Aerolineas       | دن میگوئل هیدالگو وای کوستیا، سوسوکوتلن                                                                                         |
| یونایتد اکسپرس       | جرج بوش |
| ویواآئروبوس          | مکزیکو سیتی |
| Volaris              | اوهر شیکاگو (آغاز از ۱۸ نوامبر ۲۰۱۷), دن میگوئل هیدالگو وای کوستیا، مکزیکو سیتی، ژنرال ماریانو اسکبیدو (آغاز از ۱۳ نوامبر ۲۰۱۷) |
| وست جت               | فصلی: کالگری، ادمونتون (آغاز از ۲ نوامبر ۲۰۱۷), پیرسون تورنتو، ونکوور (آغاز از ۲۹ اکتبر ۲۰۱۷)                                   |